# Ferrocarril Suburbano (México)

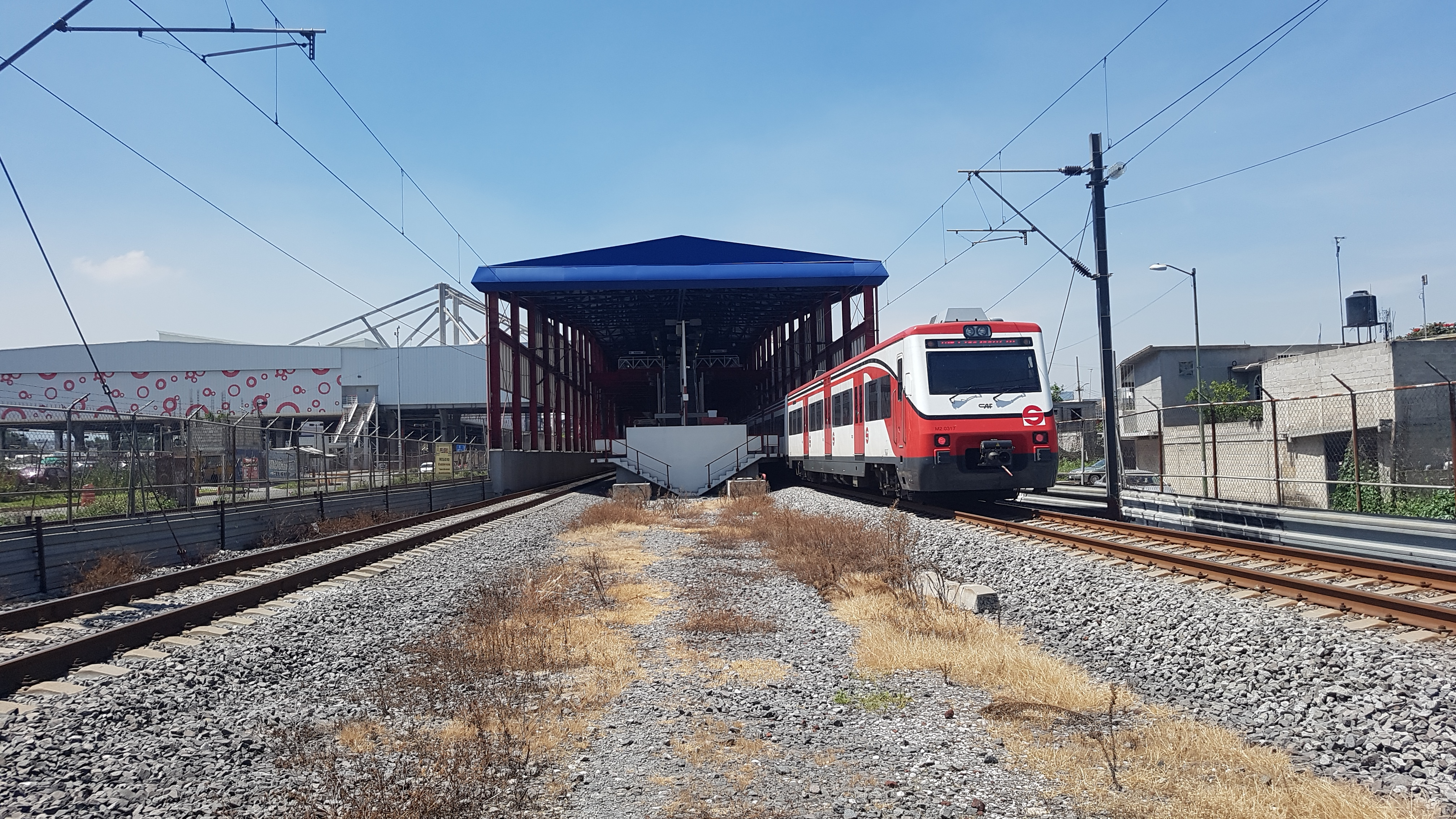
Estación Tultitlán del Ferrocarril Suburbano de la Zona Metropolitana del Valle de México

Los trenes suburbanos (en inglés, suburban rail) son una modalidad de transporte público ferroviario, de gran capacidad y frecuencia, orientada a viajes de ida y vuelta en el mismo día y con horarios cadenciados. Realizan trayectos suburbanos de corta distancia, habitualmente por trazados compartidos con otros tipos de transporte ferroviario (como de mercancías), y suelen exceder en capacidad, longitud y duración a aquellos cubiertos por los sistemas de Metro y Tren Ligero aunque suelen tener, a cambio, una frecuencia menor.

## Red
Los principales servicios suburbanos de México suelen circular por vías convencionales de ancho internacional, que en muchos casos comparten con el resto de trenes, a cualquier hora del día. Estos utilizan estaciones tanto genéricas para todo tipo de trenes, como específicas de cercanías.
En la actualidad, las líneas de suburbano son los siguientes:
- Ciudad de México
- Ciudad de México-Toluca

### Nuevas Líneas

#### Ramal Lechería-AIFA
El 19 de marzo de 2020, se anunció el proyecto de ampliación del tren suburbano que por medio de un ramal se comunicará el Aeropuerto Internacional Felipe Ángeles localizado en el municipio de Zumpango con la Ciudad de México.
El ramal en construcción comienza en la estación Lechería, contará con 24 kilómetros de longitud y tendrá cuatro estaciones intermedias: Cueyamil, Los Agaves, Nextlalpan y Xaltocan; así como la estación terminal en el aeropuerto.
La ampliación del tren suburbano finalizará su construcción en agosto de 2023 y pasará por los municipios de Tultitlán, Tultepec, Nextlalpan y Zumpango.

#### Tren Suburbano de Monterrey
El costo del proyecto será de 12 mil millones de pesos, la Fase 1, de la cual 3 mil millones provienen del gobierno Federal, vía Fonadin, otros 3 mil millones vía Banobras y 6 mil millones de parte de la Iniciativa Privada, bajo un esquema de Asociación Público Privada. Samuel García aclaró que en 2022 pretenden iniciar con los estudios técnicos del proyecto mismos que costarán hasta 500 millones de pesos.

## Material rodante

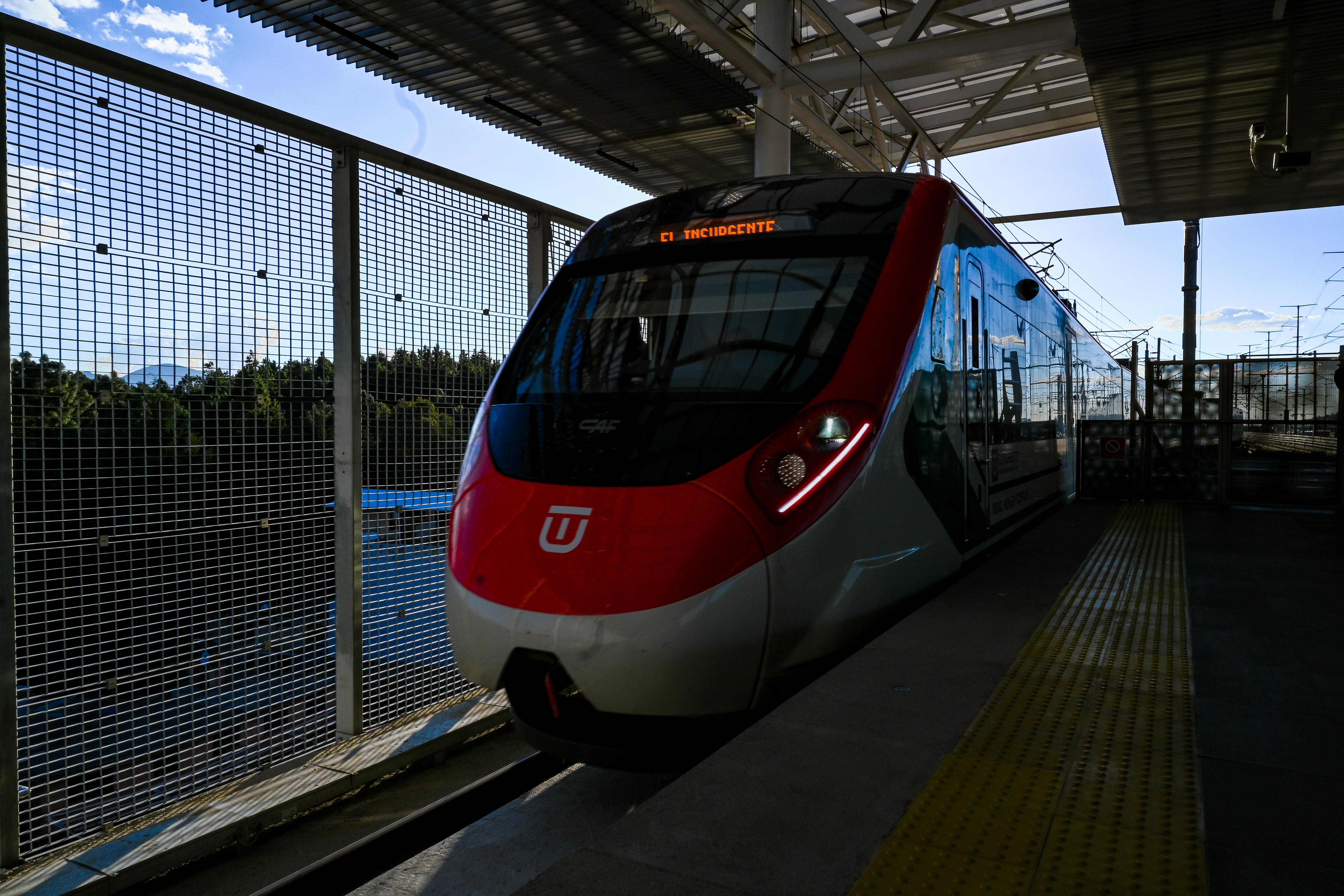

Para los servicios del suburbano se utilizan trenes diseñados especialmente para ellos. Estos disponen de un gran número de puertas, de mayor anchura y doble hoja. El espacio interior es diáfano, preparado para acoger a un gran número de viajeros de pie y sin espacio especialmente dedicado al equipaje.
Existen tres tipos de carros en el ferrocarril suburbano: carro motriz con cabina de conducción (M), carro motriz sin cabina (N) y carro remolque (R). Pueden conectarse para generar trenes de 3 y 4 carros, MRM y MRNM, respectivamente. A su vez, los trenes pueden conectarse entre sí hasta un máximo de tres unidades, ya sean MRM o MRNM, con cualquier tipo de combinación.